# يوم القديس أندراوس
يوم القديس أندراوس (بالإنجليزية: Saint Andrew's Day) المعروف أيضًا باسم أندرماس (بالإنجليزية: Andermas)، هو يوم مُخصص لإحياء ذكرى أندراوس الرسول، حيث يُحتفل به في 30 نوفمبر من كل عام، وهو اليوم الوطني الرسمي لإسكتلندا، وعطلة رسمية في رومانيا منذ عام 2015، ويُحتفل به في ألمانيا باسم ليلة القديس أندراوس (بالألمانية: Andreasnacht) وفي النمسا ضمن تقليد صلاة القديس أندرو (بالألمانية: Andreasgebet)، وفي بولندا باسم احتفالات أندرو (بالبولندية: Andrzejki)، وفي روسيا باسم ليلة أندرو (بالروسية: Андреева ночь).
القديس أندراوس يلقب في التقليد الأرثوذكسي بأول المدعوين، وهو أحد رسل المسيح وهو شقيق بطرس الرسول. يعد القديس أندراوس شفيع قبرص وإسكتلندا واليونان ورومانيا وروسيا وأوكرانيا وبطريركية القسطنطينية المسكونية وجُزر سان أندرس الكولومبية وسانت أندرو الباربادوسية وتنريفي إحدى جزر الكناري.